# Muyscacris
Muyscacris is een geslacht van rechtvleugeligen uit de familie veldsprinkhanen (Acrididae). De wetenschappelijke naam van dit geslacht is voor het eerst geldig gepubliceerd in 1923 door Hebard.

## Soorten
Het geslacht Muyscacris  is monotypisch en omvat slechts de volgende soort:
- Muyscacris panchlora (Hebard, 1923)